# Les Experts ami-ami
Les Experts ami-ami (France) ou Marge et Homer : L'Amour à coup sûr (Québec) (Marge and Homer Turn a Couple Play) est le 22e épisode de la saison 17 de la série télévisée d'animation Les Simpson.

## Synopsis
Alors que les Simpson assistent à un match de baseball des Isotopes, dans les gradins Marge et Homer échangent un baiser passionné alors qu'ils sont filmés et que l'image est projetée sur les écrans géants du stade à la vue de tout le monde. Buck Mitchell, un joueur de l'équipe de Springfield voit alors en eux un couple parfait s'aimant d'un amour authentique et il décide alors de faire appel à eux pour leur demander des conseils et sauver son mariage. Ce dernier est déconcentré après que sa femme, la vedette de la chanson Tabitha Vixx, lui a fait honte en s'exposant presque nue devant le public en chantant l'hymne américain.
Par la suite les deux couples se donnent rendez vous à plusieurs reprises et les conseils avisés de Marge semblent porter leurs fruits. Tout semble aller pour le mieux à nouveau jusqu'à ce qu'un petit massage anodin que fait Homer à Tabitha change la donne...